# Bugula multiserialis
Bugula multiserialis är en mossdjursart som först beskrevs av d'Orbigny 1841.  Bugula multiserialis ingår i släktet Bugula och familjen Bugulidae. Inga underarter finns listade i Catalogue of Life.